# الأمل الرياضي بالوطن القبلي
الأمل الرياضي بالوطن القبلي (بالفرنسية: Espoir sportif du Cap Bon)‏، هو نادي كرة سلة تونسي للمحترفين تأسس سنة 1993 يقع مقره في مدينة نابل في تونس. ينافس في بطولة تونس لكرة السلة للسيدات، الدرجة الأعلى للدوري في تونس، وحقق اللقب المحلي مرتان والكأس المحلية ست مرات والبطولة العربية مرة واحدة، و يمثل تونس في المنافسات القارية والدولية.

## سجل ألقاب النادي لكرة السلة
فريق السيدات :
- البطولة التونسية للسيدات  (2) : 2008، 2022.

- كأس تونس للسيدات  (6) : 2008، 2010، 2015، 2016، 2020، 2022.

- البطولة العربية للأندية سيدات  (1) : 2010.

♦ الدور النهائي  (1) : 2019.
♦ المرتبة الثالثة  (1) : 2022.

## وصلات خارجية
- صفحة الأمل الرياضي بالوطن القبلي على موقع كوووة.
- الموقع الرسمي للجامعة التونسية لكرة السلة.